# ユーリ・ムルダー
ユーリ・ムルダー（Youri Mulder, 1969年3月23日 - ）は、ベルギー・ブリュッセル生まれの元オランダ代表サッカー選手。現役時代のポジションはFW。

## 経歴
実父ヤン・ムルダーがRSCアンデルレヒト在籍時に誕生したため、ブリュッセル生まれである。アヤックスのユースチームを経てFCトゥウェンテでトップチームデビュー。1993年にブンデスリーガのシャルケ04に移籍し、9シーズンに渡ってプレーした後、2002年に怪我の影響で引退した。
オランダ代表では1994年から2年間プレーし、EURO96予選で活躍。フース・ヒディンクの意向でスーパーサブとして起用され、背水の陣で臨んだベラルーシ戦で値千金の勝ち越しゴールをゲット。チームを予選プレーオフへと導き、結果的にオランダは本戦出場権を獲得した。EURO96の予選と本戦、親善試合を合わせてフル代表9試合に出場し3ゴールを決めたが、EURO96での出場機会はほとんど与えられず、フランスとの準々決勝で80分からの途中出場のみにとどまった。この試合以降、代表には選出されていない。
引退後はオランダ国内の放送局でコメンテーターなどを務めていたが、2007年、FCトゥウェンテのコーチとして指導者の道に進んだ。2008年から古巣シャルケ04でアシスタントコーチを務めた。2009年、フレッド・ルッテン監督の解任後からシーズン終了まではオリバー・レックらと臨時監督としてチームを率い、フェリックス・マガトの就任と同時にチームを離れた。2011年より古巣FCトゥウェンテのアシスタント・コーチを務めている。

## エピソード
- 父ヤン・ムルダーも元ストライカー。ベルギーのジュピラーリーグで得点王に輝いた経歴がある。
- デビュー前はフットサルのチームにも所属しており、1990年のオランダ中部地区大会で優勝も果たしている。
- サッカーゲームFIFAシリーズにて、2005年シーズン版よりオランダ語解説を担当している。

## 所属クラブ
- Zvvアーデラールス（フットサル）1988-1990
- FCトゥウェンテ 1990-1993
- シャルケ04 1993-2002